# Cyclops laurenticus
Cyclops laurenticus – wątpliwy gatunek widłonoga z rodziny Cyclopidae. Opisał go w 1956 roku szwedzki zoolog Knut Lindberg. W bazie World Register of Marine Species takson ten ma status nomen dubium.